# Hassania Darami
Hassania Darami  née  le 10 décembre  1956 est une athlète marocaine, spécialiste des courses de fond. 

## Biographie
Elle remporte la médaille d'or du 10 000 mètres et la médaille d'argent du 3 000 mètres lors des Championnats d'Afrique 1985 au Caire, et obtient par ailleurs une médaille de bronze sur 1 500 mètres en 1979, une autre médaille de bronze sur 3 000 m en 1982, et une médaille d'argent sur 10 000 m en 1988.

### Palmarès
| Date | Compétition            | Lieu     | Résultat | Épreuve  | Performance    |
| ---- | ---------------------- | -------- | -------- | -------- | -------------- |
| 1979 | Championnats d'Afrique | Dakar    | 3e       | 1 500 m  | 4 min 26 s 5   |
| 1982 | Championnats d'Afrique | Le Caire | 3e       | 3 000 m  | 9 min 54 s 90  |
| 1985 | Championnats d'Afrique | Le Caire | 2e       | 3 000 m  | 9 min 19 s 82  |
| 1985 | Championnats d'Afrique | Le Caire | 1re      | 10 000 m | 35 min 09 s 68 |
| 1988 | Championnats d'Afrique | Annaba   | 2e       | 10 000 m | 33 min 41 s 75 |

* championne maghrébine de cross country 1973,1974,1975, 1982 , 1983 , 1984  * championne arabe de crosse country  1983, 1984 , 1985 , 1986 .(source : le livre d'or du sport algerien  de faycal chehat .

### Records
| Épreuve  | Performance    | Lieu  | Date              |
| -------- | -------------- | ----- | ----------------- |
| 10 000 m | 33 min 01 s 52 | Séoul | 26 septembre 1988 |